# Ricardo Triviño
Ricardo Triviño Bujalil (Ciudad de México, 15 de febrero de 1973) es un piloto de rally mexicano,  hijo de José Triviño, exjugador de fútbol con el equipo mexicano Toluca en los años sesenta. Debutó en el Rally Acapulco en 1998, noveno en el campeonato de España en 2003, Bicampeón del Campeonato Mexicano de Rally en 2009, y 2010, y BI CAMPEON 2019 y 2020,sido Campeón absoluto de la Carrera Panamericana en 2011, Ganador de las 24 horas de Barcelona en Autódromo de Montmelo en el 2013 y campeón de Rally NACAM FIA  por 10 ocasiones , siendo el único piloto en América y Europa en tener 10 trofeos; premiado con los campeones de F1 y los mejores de cada región, en la gala de la Federación Internacional del Automóvil, con más de 100 participaciones Internacionales, premiado en Panamá en la American Awards 9 veces.

## Inicios
A la edad de 13 años tuvo su primer contacto con el deporte motor a través del motociclismo. En1995 corrió el Rally Acapulco del Campeonato Mexicano de Rally, en lo que supuso su debut en un  auto Golf 1800cm dentro del Automovilismo, ha sido campeón 5 ocasiones bicampeón 2009-2010 y 2019-2020 .

## Campeonato Mexicano de Rally
Tres años después de su debut en el Rally Acapulco, Triviño ocupó el quinto lugar absoluto del Campeonato y en el 2000 alcanzó el tercer lugar absoluto, más tarde lo ganaría en 5 ocasiones.
Unos años más tarde, en 2008, Triviño se proclamó campeón del Campeonato Regional PAC y en 2009 y 2010 se proclamó bicampeón nacional al ganar consecutivamente ambas fechas.

## Campeonatos de España
En 2003 Triviño incursionó por primera vez en el rally español participando en el Campeonato de Rally de Tierra. Su primer triunfo fue en el Rally de Santander. Al final de la temporada ocupó el noveno lugar general del campeonato. Un año más tarde, al final de la temporada, alcanzó la novena posición de la Mitsubishi Evo Cup del mismo campeonato.
En 2011 ocupó el tercer lugar general del Campeonato de Tierra.  Ha participado en diferentes competencias con Peugeot 206 WRC y Citroën R5 y en Rally Legends como Princesa de Asturias, Transmiera,  así como rallys en el País Vasco y en la Comunidad Valenciana.

## Competiciones internacionales

### Campeonato Regional FIA NACAM
Campeón Absoluto por 10 veces y 10 veces premiado en la GALA DE FIA obteniendo 10 veces Trofeo FIA.

### PWRC / WRC 2
Ha participado en el mundial de rallys México en 13 ocasiones  Su mejor resultado lo obtuvo en el Rally México en un Peugeot  206 WRC en la máxima categoría con un Octavo Lugar Absoluto y ganado en otras categorías.
Triviño participó en la temporada 2012 en la categoría Rally Class del PWRC obteniendo el subcampeonato de la Copa Subaru, lo que le aseguró correr dos fechas de la temporada 2013 con un auto completamente equipado. En la clasificación general alcanzó el séptimo lugar.
En la temporada 2013 corrió en siete fechas del WRC 2: Montecarlo, Suecia, México, Portugal, Grecia, Italia y Argentina. En la primera fecha, en Monte Carlo, obtuvo el quinto lugar de la categoría y el lugar 29 general. En total tuvo 53 participaciones-

### Otros
En 2006 Triviño participó en el Campeonato CODASUR y obtuvo el segundo lugar de la categoría N8 y el cuarto lugar general.
Su mejor resultado en una competencia del WRC habría sido octavo en el Rally Corona México de no ser por una descalificación debida a unos guantes no reglamentarios.
En 2011 se proclama campeón de la Carrera Panamericana a bordo de un Studebaker 1954 (turismo mayor) siendo el primer piloto mexicano en ganar en su debut la carrera. El segundo y tercer lugar lo ocuparon Douglas Mockett y Hilaire Damiron, respectivamente.
En 2012, paralelamente a su participación en el PWRC, participó en el Rally NACAM, del que se proclamó campeón al final de la temporada con 136 puntos. El segundo lugar lo ocupó Carlos Izquierdo con 101 puntos y el tercero Andrés Molina con 54 puntos.
En los años siguientes hasta 2018 participó en Rally FIA NACAM y tuvo varias participaciones en Europa obteniendo muy buenos resultados; compitió en la Baja 1000 con un Trofy Truck con buenos tiempos parciales pero no finalizó por avería. Es el primer mexicano en obtener puntos en el WRC y las mejores carreras del rally entre otras: Finlandia, Montecarlo, Chipre, Argentina, Nueva Zelanda, Francia, Alemania, España, Italia y San Marino. Sus más recientes participaciones han sido en el Rally Oaxaca 2019  y el Rally México 2020

## Resultados

### Participaciones en el Campeonato Mundial (WRC)
| Año     | Equipo           | Vehículo                   | 1      | 2       | 3      | 4       | 5       | 6       | 7       | 8       | 9      | 10     | 11     | 12     | 13      | 14     | 15     | 16  | Posición | Puntos |
| ------- | ---------------- | -------------------------- | ------ | ------- | ------ | ------- | ------- | ------- | ------- | ------- | ------ | ------ | ------ | ------ | ------- | ------ | ------ | --- | -------- | ------ |
| 2002    | Ricardo Triviño  | Mitsubishi Lancer Evo VII  | MON    | SWE     | FRA    | ESP Ret | CYP     |         | GRE     | KEN     | FIN    | GER    | ITA    | NZL    | AUS     | GBR    |        |     | -        | 0      |
| 2002    | Ricardo Triviño  | Mitsubishi Lancer Evo VI   |        |         |        |         |         | ARG Ret |         |         |        |        |        |        |         |        |        |     | -        | 0      |
| 2003    | Ricardo Triviño  | Mitsubishi Lancer Evo VII  | MON    | SWE Ret | TUR    | NZL 31  | ARG 22  | GRE     | CYP Ret | GER 34  | FIN    | AUS    | ITA    | FRA 25 | ESP Ret | GBR    |        |     | -        | 0      |
| 2004    | Ricardo Triviño  | Mitsubishi Lancer Evo VII  | MON    | SWE 38  | MEX 18 |         |         |         |         |         |        |        |        |        |         |        |        |     | -        | 0      |
| 2004    | Ricardo Triviño  | Mitsubishi Lancer Evo VIII |        |         |        | NZL 30  | CYP     | GRE Ret | TUR     | ARG Ret | FIN    | GER 31 | JPN    | GBR    | ITA     | FRA 23 | ESP 28 | AUS | -        | 0      |
| 2005    | Ricardo Triviño  | Peugeot 206 WRC            | MON    | SWE     | MEX 12 | NZL     | ITA     | CYP     | TUR     |         | ARG 18 | FIN    | GER    | GBR    | JPN     | FRA    | ESP 20 | AUS | -        | 0      |
| 2005    | Ricardo Triviño  | Mitsubishi Lancer Evo VIII |        |         |        |         |         |         |         | GRE Ret |        |        |        |        |         |        |        |     | -        | 0      |
| 2006    | Ricardo Triviño  | Peugeot 206 WRC            | MON    | SWE     | MEX EX | ESP     | FRA     | ARG     | ITA     | GRE     | GER    | FIN    | JPN    | CYP    | TUR     | AUS    | NZL    | GBR | -        | 0      |
| 2007    | Ricardo Triviño  | Peugeot 206 WRC            | MON    | SWE     | NOR    | MEX     | POR     | ARG     | ITA     | GRE     | FIN 43 | GER    | NZL    | ESP    |         |        |        |     | -        | 0      |
| 2008    | Ricardo Triviño  | Peugeot 206 WRC            | MON    | SWE     | MEX EX |         | JOR     | ITA     | GRE     | TUR     | FIN    | GER    | NZL    | ESP    | FRA     | JPN    | GBR    |     | -        | 0      |
| 2008    | Ricardo Triviño  | Mitsubishi Lancer Evo IX   |        |         |        | ARG Ret |         |         |         |         |        |        |        |        |         |        |        |     | -        | 0      |
| 2011    | Ricardo Triviño  | Mitsubishi Lancer Evo X    | SWE EX | MEX     | POR    | JOR     | ITA     | ARG     | GRE     | FIN     | GER    | AUS    | FRA    | ESP    | GBR     |        |        |     | -        | 0      |
| 2012    | Ricardo Triviño  | Ford Fiesta RS WRC         | MON    | SWE     | MEX 10 |         |         |         |         |         |        |        |        |        |         |        |        |     | 31.º     | 1      |
| 2012    | Ricardo Triviño  | Subaru Impreza WRX STi     |        |         |        | POR 26  |         | GRE 16  |         |         | GER 22 | GBR    | FRA 28 | ITA 22 | ESP 35  |        |        |     | 31.º     | 1      |
| 2012    | Ricardo Triviño  | Mitsubishi Lancer Evo X    |        |         |        |         | ARG Ret |         |         |         |        |        |        |        |         |        |        |     | 31.º     | 1      |
| 2012    | Ricardo Triviño  | Mitsubishi Lancer Evo IX   |        |         |        |         |         |         | NZL 19  | FIN     |        |        |        |        |         |        |        |     | 31.º     | 1      |
| 2013    | Moto Club Iguada | Mitsubishi Lancer Evo X    | MON 29 | SWE 23  | MEX 23 | POR     | ARG 19  | GRE 28  | ITA     | FIN     | DEU    | AUS    | FRA    | ESP    | GBR     |        |        |     | -*       | 0*     |
| Fuentes |                  |                            |        |         |        |         |         |         |         |         |        |        |        |        |         |        |        |     |          |        |

* Temporada en curso.

#### Campeonato Mundial de Rally de Automóviles de Producción (PWRC)
| Año     | Equipo          | Vehículo                 | 1   | 2   | 3       | 4     | 5     | 6     | 7     | 8     | Posición | Puntos |
| ------- | --------------- | ------------------------ | --- | --- | ------- | ----- | ----- | ----- | ----- | ----- | -------- | ------ |
| 2012    | Ricardo Triviño | Mitsubishi Lancer Evo X  | MON | MEX | ARG Ret |       |       |       |       |       | 7.º      | 52     |
| 2012    | Ricardo Triviño | Subaru Impreza WRX STi   |     |     |         | GRE 3 |       | GER 4 | ITA 7 | ESP 8 | 7.º      | 52     |
| 2012    | Ricardo Triviño | Mitsubishi Lancer Evo IX |     |     |         |       | NZL 3 |       |       |       | 7.º      | 52     |
| Fuentes |                 |                          |     |     |         |       |       |       |       |       |          |        |

#### WRC 2
| Año     | Equipo           | Vehículo                | 1     | 2     | 3     | 4   | 5     | 6      | 7   | 8   | 9   | 10  | 11  | 12  | 13  | Posición | Puntos |
| ------- | ---------------- | ----------------------- | ----- | ----- | ----- | --- | ----- | ------ | --- | --- | --- | --- | --- | --- | --- | -------- | ------ |
| 2013*   | Moto Club Iguada | Mitsubishi Lancer Evo X | MON 5 | SWE 7 | MEX 3 | POR | ARG 6 | GRE 13 | ITA | FIN | DEU | AUS | FRA | ESP | GBR | 5.º      | 39     |
| Fuentes |                  |                         |       |       |       |     |       |        |     |     |     |     |     |     |     |          |        |

* Temporada en curso.